# Woombah
Woombah – miasto w Australii, w stanie Nowa Południowa Walia.